# Malala Andrialavidrazana
Malala Andrialavidrazana, née en 1971 à Antananarivo, est une artiste et photographe franco-malgache qui vit à Paris.

## Biographie
Elle est née en 1971 à Antananarivo, sur l’île de Madagascar. Sa famille s'installe à Paris au début des années 1980. Elle obtient le diplôme d'architecte DPLG de l'École nationale supérieure d'architecture de Paris-La Villette en 1996 avec un mémoire consacré aux Espaces et Rituels Funéraires à Madagascar, accompagné d'un projet de nécropole qui s'articule autour d'un monde pluriel continuellement en mouvement. À la fin de ses études, elle commence à travailler sur la scène artistique parisienne où elle occupe divers postes, dont celui de directrice de galeries d'art.
Une dizaine d'années plus tard, elle entame une carrière d'artiste en étendant ses recherches sur les pratiques funéraires malgaches aux métropoles des Suds, notamment Auckland, Buenos Aires, Guangzhou et Santiago. Sa série d'Outre-Monde qui en résulte, porte sur la diversité et singularité des constructions qui peuplent les cimetières urbains, et dévoile « des univers aux confins de la nature et de la culture ». Elle reçoit le Prix HSBC pour la Photographie en 2004, et la série est publiée sous forme de livre par Actes Sud. En 2005, un extrait de cet ensemble est présenté aux Rencontres africaines de la photographie de Bamako, la première d'une succession d'expositions en Afrique.
En 2011, elle réalise la série Ny Any Aminay au profit d'une contre-représentation de Madagascar éloignée des visions superficielles et stéréotypées. Elle privilégie alors un regard tourné vers l'intime et construit dans l'échange, la conduisant à restreindre les prises de vue pour la série aux sphères privées. À cet effet, elle mène plusieurs séries d'entretiens pour s'assurer de l'adhésion totale des participants au projet.
Elle a poursuivi cette série de contre-représentation à contre-courant des clichés en Inde et à La Réunion, avant de bénéficier du soutien de l'Institut Français et le National Arts Council of South Africa (en) dans le cadre des Saisons France-Afrique du Sud 2012 et 2013. L'ensemble du projet intitulé ECHOES (from Indian Ocean) est présenté en exclusivité au KZNSA au cours de ce programme. Un livre consacré à cette nouvelle série est publié par Kehrer Verlag en 2013.
Malala Andrialavidrazana développe une série de photomontages sous le titre générique de Figures depuis 2015. Ces œuvres constituées en grande partie de cartes obsolètes et de billets de banque hors circulation offrent l'opportunité de revisiter l'héritage visuel de la période coloniale et post-coloniale.« Le billet de banque, c’est pour moi un mégasuperprospectus où le pouvoir s’affirme », explique-t-elle. Et d’ajouter : « Mobutu est ainsi resté sur les billets pendant trente-deux ans, un record après Atatürk ! ». L’image du dirigeant congolais voisine avec  une ancienne carte de l ‘Afrique et avec l’image d’une femme, sur laquelle bondit un léopard, tirée d’une pochette de disque (Everybody’s got to learn sometime, des Korgis) . Cet ensemble d’œuvres est présenté ensuite en plusieurs lieux, en Afrique et en Europe, notamment à la Biennale de Bamako en 2015,au sein de l’exposition Lumières d’Afrique au palais de Chaillot à Paris, toujours en 2015, ou encore à Art Paris en 2019, avec la galerie Caroline Smulders,, et en 2025 à Art Paris avec Art Absolument .

## Livres
- 2004 : D'outre-monde : une exploration visuelle des espaces funéraires urbains, avec des photographies prises lors d'une expedition en Amérique du Sud, en Asie et en Océanie en 2003. Bilingue Français / Anglais. Editions Actes Sud, 2004.
- 2013 : Echoes (from Indian Ocean) (2013)  (ISBN 978-3-86828-454-6). Bilingue Français / Anglais, Kehrer Verlag, 2013.

## Expositions (extrait)
- 2025 : Art Paris : stand Art Absolument [14]
- 2024 : Palais de Tokyo, Figures [15]
- 2019 : Art Paris[12].
- 2018 : 9e Festival photo de Lagos (Nigeria)[16].
- 2018: Fondation Clément au François (Martinique)[17].
- 2017 : 1:54 Foire d'art africain (Royaume-Uni)[18].
- 2016 : Muséum d'Histoire Naturelle (France)[19].
- 2016 : Fondation Donwahi (Côte d'Ivoire).
- 2015 : Rencontres de Bamako (Mali)[10].
- 2015 : Théâtre National de Chaillot (France)[11].
- 2014 : La Maison Rouge (France)
- 2013 : SUD Triennal (Cameroun)
- 2013 : Fondation Gulbenkian (Portugal/France)
- 2013 : SAVVY (Allemagne)
- 2013 : Focus Mumbai (Inde)
- 2012 : Biennale du Bénin (Bénin)
- 2012 : KZNSA (Afrique du Sud)
- 2012 : Tiwani (Royaume-Uni)
- 2011 : DIPE (Chine)
- 2010 : Baudoin Lebon, (Paris)[20].
- 2009 : Festival panafricain (Alger).
- 2008 : UCCA (Chine).
- 2007 : Rencontres d'Arles (France).
- 2007 : Musée Herzliya (Israël).
- 2006 : Force de l'art (France).
- 2005 : Rencontres de Bamako (Mali).
- 2004 : Baudoin Lebon, (Paris)[21].